# لوست أوديسي
لوست اوديسي (بالإنجليزية: Lost Odyssey)‏ هي لعبة فيديو تقمّص الأدوار من الأب الروحي لسلسلة (Final Fantasy)، وتُعد هذه اللعبة المشروع الثاني لشركة ميستولكير (Mistwalker) لجهاز الإكس بوكس 360 (Xbox360)

## القصة
في عصر تم فيه استغلال قوى السحر، وفي عالم مر بتطور مذهل، هذه هي قصه الثورة الصناعية لقوى السحر، وكان الناس خلال ذلك العصر يعيشون برخاء وتطور، ومع ذلك حدثت صراعات بقوى السحر.
Kaim رجل خالد لا يموت، والذي يحاول النجاة خلال هذه الحرب العنيفة، وانت ستكون هذا الرجل وستعيش خلال هذه اللعبة ذكريات لـ1000 سنة من حياة Kaim.

## طريقه اللعب
في لعبة لوست أديسي (lost odyssey) طريقه القتال بالمعركة تقليديهة مشابهة جدا للعبة فاينل فانتازي (final fantasy) في طريقتها، ولكن في TGS أعلن هيرونوبو ساكاغيوشي (Hironobu Sakaguchi) أن طريقه القتال في المعركة غير مكتملة حيث قال بأنه سيضيف خاصيتين جديدتين لم تتواجد في النموذج الذي عرض والتي ستغير مجرى العاب الفيديو وتجعله أفضل بكثير من الذي عرض حتى الآن.
من الأشياء الجميلة الموجودة في اللعبة هي تحطيم الأشياء الموجودة في البيئة مثل المركبات المحطمة وإخراج منها items مفيد لك لأكمال طريقك باللعبة.

## الشخصيات
تصميم الشخصيات في لعبه lost odyssey جميل جدا فهي من المصمم الشهير Takehiko Inoue الذي اشتهر بتصميم الشخصيات للمسلسل الكرتوني الشهيرSlam Dunkوالتي كانت الشخصيات به جميله جدا, للاسف Mistwalker لم تعلن الا عن شخصيتين فقط في هذه اللعبة والتي سأضع عنهما المعلومات التي نشرت من Mistwalker.

### Kaim
هو رجل عاش لمده 1000 سنه، وخلال هذه السنوات الكثيره تعرف على الكثير من الناس وانشأ صداقات عديده وعاش العديد من المعارك الحروب، وعلى الرغم من من هذه المعارك والحروب التي عاشها إلا أن جسده لن يموت مهما حدث، هذا هو العذاب الذي عاشه في حياته.

### Seth
هي – مثل Kaim– عاشت لمده 1000 سنه، وهي لديها القوة لعدم الاستسلام لذكريات الماضي، وتواجه اللغز المحير لها لعدم موتها وبقائها خالده.

## روابط خارجية
- لوست أوديسي على موقع IMDb (الإنجليزية)